# Shúiskoye (Vólogda)
Shúiskoye (ruso: Шу́йское) es un pueblo (seló) de Rusia, capital del ókrug municipal de Mezhduréchensk en la óblast de Vólogda.
En 2010, el pueblo tenía una población de 2220 habitantes. Se ubica junto a la orilla meridional del río Sújona, junto a las desembocaduras de los ríos Sheibujta y Shuya, unos 80 km al este de la capital regional Vólogda.

## Historia
Se conoce la existencia del pueblo en documentos desde 1627. En el Imperio ruso fue sede de su propia vólost, en el uyezd de Totma de la gobernación de Vólogda. En esa época, el matemático Aleksandr Korkin nació en una aldea a las afueras de este pueblo, y vivió en una casa de Shúiskoye que hoy está protegida como monumento histórico. El pueblo adoptó el estatus de capital distrital en 1929, cuando se creó el entonces llamado "raión de Shúiskoye", al organizarse los raiones del krai del Norte. En 1931, el raión de Shúiskoye pasó a denominarse "raión de Mezhduréchensk".
Antes de que el raión de Mezhduréchensk se constituyera como ókrug municipal en 2022, Shúiskoye era sede de un asentamiento rural denominado "Sujonskoye", que incluía como pedanías el pueblo de Sheibujta, las aldeas (derevni) de Vragovo, Málaya Storoná y Popóvskoye y los posiolki de Pionerski y Shichenga, así como otras 62 localidades rurales despobladas o casi despobladas.